# Càrn nan Gobhar (Mullardoch)
Der Càrn nan Gobhar ist ein 993 m (3.258 ft) hoher Berg in den schottischen Highlands. Er liegt in einer weitgehend unbewohnten Berglandschaft etwa 15 Kilometer westlich von Cannich und 50 Kilometer westlich von Inverness. Der gälische Name des als Munro und Marilyn eingestuften Gipfels bedeutet in etwa Berg der Ziegen.
Er ist Teil einer sich in Ost-West-Richtung erstreckenden Bergkette zwischen dem südlich gelegenen Loch Mullardoch und dem nördlich im Glen Strathfarrar liegenden Loch Monar, die insgesamt vier Munros aufweist. Der Càrn nan Gobhar ist der östlichste und niedrigste der vier Munros. Er hat ungefähr die Form einer flachen, dreiseitigen Pyramide. Das breite Gipfelplateau des Berges besitzt weist zwei flache Gipfel auf, von denen der Nordgipfel geringfügig höher ist. Beide sind durch einen Cairn gekennzeichnet, wobei der Cairn des niedrigeren Südgipfels deutlich größer ist. Von diesem aus besteht eine weite Sicht über Loch Mullardorch und das Glen Cannich sowie die südlich anschließende Bergwelt. Nach Nordwesten führt ein breiter Grat zum Bealach na Cloiche Duibhe, der den Càrn nan Gobhar vom 1.150 m (3.773 ft) hohen Sgùrr na Lapaich trennt. Der Südgrat fällt bis zum breiten Bealach an Tuill Ghaineamhaich auf etwa 735 m Höhe ab, an den sich südöstlich der 761 m (2.497 ft) hohe, das Nordufer von Loch Mullardoch überragende Mullach na Maoile anschließt. Auch der Ostgrat führt zu einem Bergsattel auf etwa 850 m Höhe, an den sich der 946 m (3.104 ft) hohe Vorgipfel Creag Dubh anschließt. Dessen Nordostseite fällt steil und felsdurchsetzt in Richtung Glen Strathfarrar ab. Dagegen sind die übrigen Seiten des Càrn nan Gobhar eher weniger steil bis moderat und weitgehend von Gräsern und Moosen geprägt. Die breite Gipfelpyramide weist im oberen Bereich ausgedehnte Steinfelder auf.

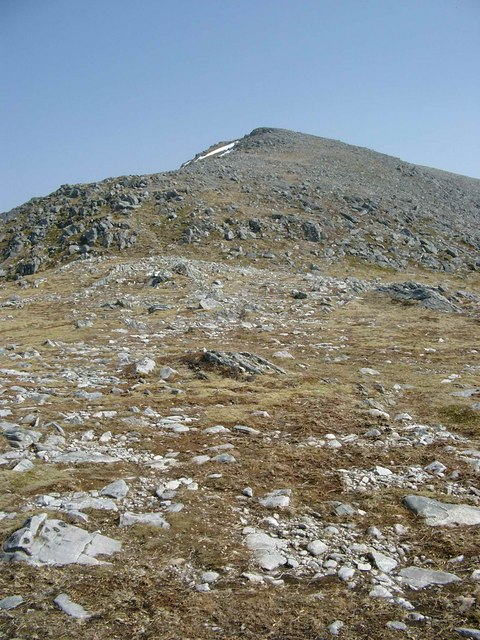
Blick vom Bealach na Cloiche Duibhe über den Nordwestgrat des Càrn nan Gobhar zum Gipfel
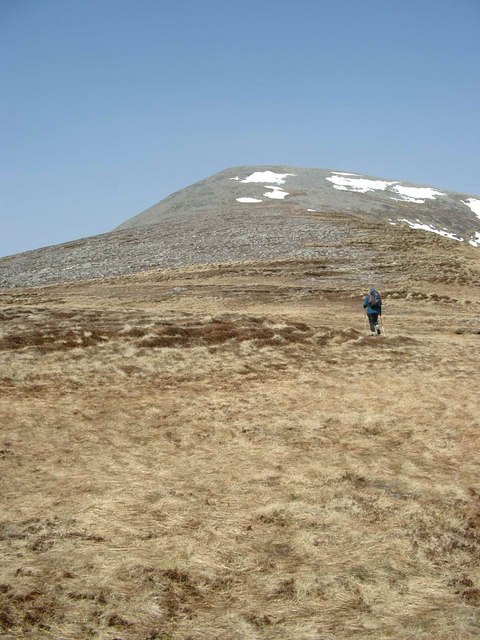
Der Südgrat des Càrn nan Gobhar
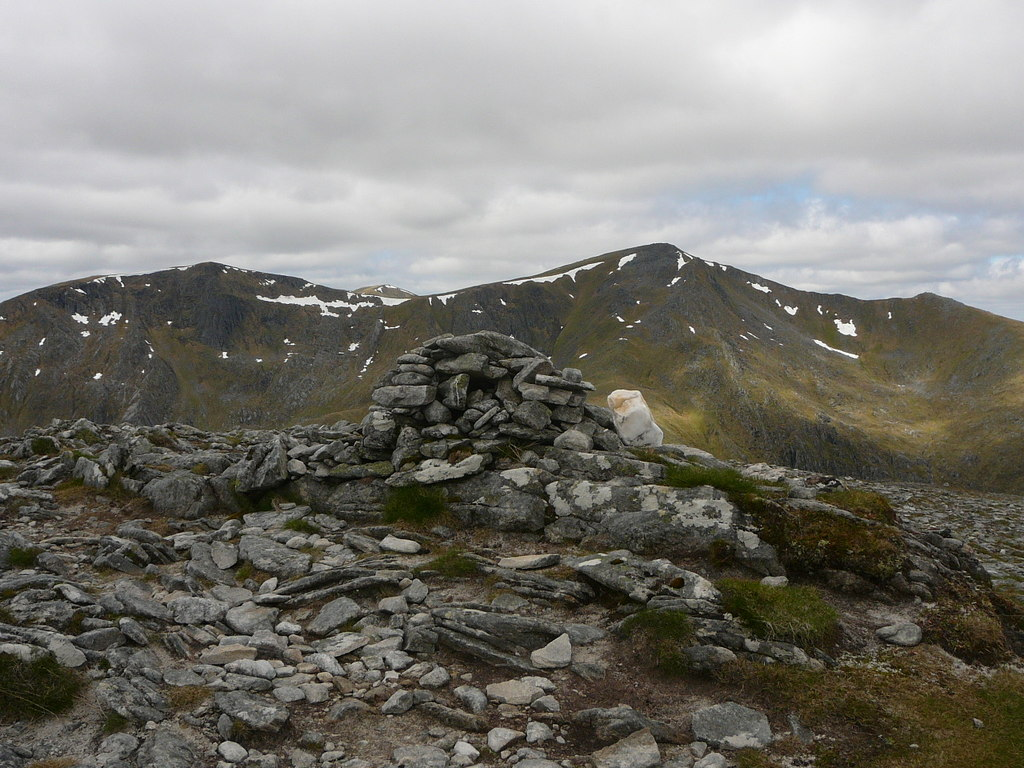
Der Cairn auf dem Nordgipfel des Càrn nan Gobhar, im Hintergrund der Sgùrr na Lapaich
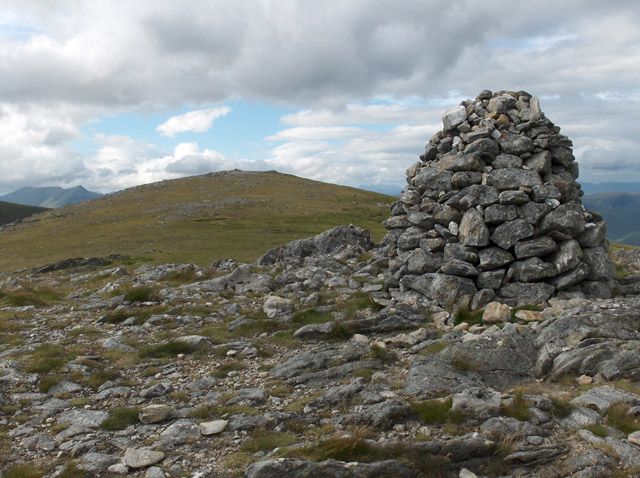
Der Cairn auf dem Südgipfel des Càrn nan Gobhar, im Hintergrund der etwas höhere Nordgipfel

Erreichbar ist der Gipfel zum einen von Süden, wo das Ende der schmalen, von Cannich kommenden Straße an der Staumauer von Loch Mullardoch der Ausgangspunkt ist. Es gibt mehrere Möglichkeiten zum Aufstieg, vom Nordufer von Loch Mullardoch können entweder das Tal des Allt Mullardoch und die Ostflanke des Berges, die Südseite des Mullach na Maoile der Südgrat oder das westlich des Berges liegende Tal Glas Toll und der Weg über den Bealach na Cloiche Duibhe und den Nordwestgrat gewählt werden. Die meisten Munro-Bagger besteigen den Berg im Zuge einer Rundtour über alle vier Munros der Bergkette, beginnend mit dem Càrn nan Gobhar und weiter über den Sgùrr na Lapaich. Zum anderen kann der Berg auch aus dem nördlich liegenden Glen Strathfarrar bestiegen werden, Ausgangspunkt ist hier das Straßenende östlich von Loch Monar, der Zustieg führt über die Nordflanke des Creag Dubh und weiter über den Ostgrat zum Gipfelplateau.